# Dietrich Gerhard
Dietrich Gerhard (* 7. November 1896 in Berlin; † 31. Juli 1985 in Konstanz) war ein deutscher Historiker, der durch die Rassenverfolgung des NS-Staates in die US-amerikanische Emigration gezwungen wurde und 1955 wieder nach Deutschland zurückkehrte.

## Leben
Dietrich Gerhard stammte aus einer Berliner Familie; sein Vater war Anwalt, seine Mutter Schriftstellerin. Seine ältere Schwester Melitta Gerhard (1891–1981) war Germanistin und Schiller-Biographin; sie teilte sein Schicksal, in die Emigration gezwungen worden zu sein.
Gerhard legte 1914 in Berlin das Abitur ab und nahm 1914–1919 als Kriegsfreiwilliger am Ersten Weltkrieg teil. Von 1919 bis 1923 studierte er Geschichte und Nationalökonomie an den Universitäten Berlin und Heidelberg. 1923 wurde er mit einer Arbeit zur Ideengeschichte bei Friedrich Meinecke in Berlin promoviert. Nach einem Forschungsaufenthalt in Dänemark, aus dem seine Beteiligung an der Edition der Briefe Barthold Georg Niebuhrs erwuchs, arbeitete Gerhard von 1925 bis 1927 als Redaktionsassistent der damals von Friedrich Meinecke herausgegebenen Historischen Zeitschrift. Von 1927 bis 1929 ging er als Rockefeller-Stipendiat nach London und erarbeitete sich das Material für seine Habilitationsschrift zur englisch-russischen Außenpolitik im 18. Jahrhundert, mit der er sich 1931 in Berlin habilitierte. Von 1932 an wirkte er als Privatdozent an der Berliner Universität sowie an der dortigen Deutschen Hochschule für Politik.
1933 wurde Gerhard als Jude erstmals aus dem Hochschuldienst entlassen, erhielt aber im Rahmen des „Frontkämpferprivilegs“ als Kriegsteilnehmer des Ersten Weltkrieges die Lehrbefugnis kurzzeitig noch einmal wieder zurück, bevor er sie 1935 endgültig verlor. Einen Ruf auf eine Gastprofessur nach Harvard nutzte Gerhard 1935 zur Emigration aus Deutschland. Seit 1936 wirkte er als Professor für europäische, speziell osteuropäische Geschichte an der Washington University in St. Louis (Missouri, USA).
Nach dem Ende der nationalsozialistischen Herrschaft kehrte Gerhard erstmals 1950 als Gastprofessor an die Universität Münster zurück. 1955 wurde er auf eine Professur für amerikanische Geschichte an der Universität zu Köln berufen, behielt aber seine amerikanische Professur daneben bei. Von 1961 bis 1968 wirkte er als Direktor der Abteilung Neuere Geschichte des Max-Planck-Instituts für Geschichte in Göttingen; von 1962 bis 1967 war er Wissenschaftliches Mitglied der Max-Planck-Gesellschaft, danach bis zu seinem Tod Auswärtiges Wissenschaftliches Mitglied. 1963 wurde er zum korrespondierenden Mitglied der Göttinger Akademie der Wissenschaften gewählt.
Gerhards reichhaltiger Nachlass befindet sich im Universitätsarchiv der Washington University Libraries.

## Werk
Dietrich Gerhards Arbeiten beschäftigten sich zunächst mit der Geschichte des 18. Jahrhunderts. Dabei verfolgte er vor allem Fragen der Ideengeschichte sowie der Ständegeschichte. Durch seine Lehr- und Forschungstätigkeit in den USA verlagerte sich sein Interesse zunehmend auf eine vergleichende Betrachtung der Geschichte von Alter und Neuer Welt in der Vormoderne. Schließlich gilt er als einer der Begründer des Alteuropa-Konzeptes, das eine wesensmäßige Einheit in der historischen Entwicklung Europas zwischen etwa 1000 und dem Ende des Alten Reiches um 1800 sieht und gleichzeitig die Bedeutung der Reformation als Epochengrenze geringer ansetzt.

## Schriften (Auswahl)
- Die Grundlagen der historisch-politischen Gedankenwelt Barthold Georg Niebuhrs. Maschinenschriftliche Dissertation, Berlin 1923 (nur Teildruck).
- (Hrsg. gemeinsam mit William Norvin) Die Briefe Barthold Georg Niebuhrs. 2 Bände. Berlin 1926–1929.
- England und der Aufstieg Rußlands. Zur Frage des Zusammenhanges der europäischen Staaten und ihres Ausgreifens in die außereuropäische Welt in Politik und Wirtschaft des 18. Jahrhunderts. München 1933 (zugleich: Habilitationsschrift, Universität Berlin).
- Alte und Neue Welt in vergleichender Geschichtsbetrachtung. Göttingen 1962 (Aufsatzsammlung).
- Abraham Lincoln und die Sklavenbefreiung. Hannover 1965.
- Americana in deutschen Sammlungen. 6 Bände. Köln 1967 (Nachweise von Bibliotheks- und Archivbeständen zur amerikanischen Geschichte).
- (Hrsg.) Ständische Vertretungen in Europa im 17. und 18. Jahrhundert. Göttingen 1969, 2. Auflage 1974.
- Gesammelte Aufsätze. Göttingen 1977.
- From European to American History. A Comparative View. In: Journal of American Studies 14, 1980, S. 27–44.
- Old Europe. A Study of Continuity. 800–1800. New York 1981. – Deutsche Übersetzung unter dem (irreführenden) Titel Das Abendland 800–1800. Ursprung und Gegenbild unserer Zeit. Freiburg 1981.